# Freiwillige Ausreise
Freiwillige Ausreise bezeichnet die freiwillige Befolgung einer behördlich angeordneten Ausreisepflicht. Dieser Ausdruck wurde am 19. Januar 2007 zum deutschen „Unwort des Jahres 2006“ gewählt. Die Entscheidung fiel durch eine Jury aus Sprachwissenschaftlern in Köthen.
Der Begriff wird im Zusammenhang mit der Behandlung von abgelehnten Asylbewerbern benutzt. „Freiwillige Ausreise“ beziehe sich nach Aussage der Jury darauf, dass viele abgelehnte Asylbewerber vor einer Abschiebung unter Zwang „freiwillig“ in ihr Herkunftsland zurückkehren. Tatsächlich hätten sie aber keine andere Wahl.
Der Ausdruck wurde aus insgesamt rund 1130 Vorschlägen ausgewählt.